# Wilhelm Rischbieter
 Wilhelm Albert Rischbieter (* 20. Juli 1834 in Braunschweig; † 11. Februar 1910 in Dresden) war ein deutscher Geiger, Musikpädagoge, Komponist und Dozent am Königlichen Konservatorium für Musik in Dresden.

## Leben
Rischbieter war Schüler des Komponisten und Violinisten Moritz Hauptmann am Konservatorium Leipzig. Von 1862 bis 1900 unterrichtete er Violine, Harmonielehre und Kontrapunkt am Konservatorium zu Dresden. Dort sind namhafte Schüler aus seiner Zeit hervorgegangen, wie der Dresdener Chorleiter und Komponist Hugo Richard Jüngst und Hermann Vetter, der später Professor am selben Institut wurde. Rischbieter veröffentlichte zahlreiche musiktheoretische Aufsätze, die im Laufe seiner Jahre als Musikpädagoge entstanden. Mehrere Artikel von ihm veröffentlichten die Allgemeine musikalische Zeitung und die Neue Zeitschrift für Musik.

## Werke (Auswahl)
- Drei theoretische Abhandlungen über Modulation, Quartsextaccord und Orgelpunkt. F. Ries, Dresden 1879, OCLC 32986105.
- Die verdeckten Quinten. Eine theoretische Abhandlung. Hildburghausen, 1882, OCLC 504152277.
- Erläuterungen und Aufgaben zum Studium des Kontrapunkts. Ries & Erler, Berlin 1885, OCLC 603345445.
- Die Gesetzmässigkeit in der Harmonik. A. Coppenrath, Regensburg 1888, OCLC 43097007.
- Ganze und halbe Tonstufen. (= Königliches Conservatorium für Musik und Theater.; Bericht des Conservatoriums für Musik und Theater zu Dresden.) Warnatz & Lehmann, Dresden 1897, OCLC 313543126.
- Der Harmonieschüler. Ries & Erler, Berlin 1903, OCLC 613022471.
  - Erläuterungen und Beispiele für Harmonieschüler. Ries & Erler, Berlin 1903, OCLC 462340447.